# Stefan Stojałowski
Stefan Andrzej Stojałowski – polski inżynier, profesor nauk rolniczych.

## Życiorys
W 1991 ukończył studia rolnicze w Akademii Rolniczej w Szczecinie, w 1998 obronił pracę doktorską pt. Badania mieszańcowego systemu cytoplazmatycznej męskiej jałowości (cms-C) u żyta (Secale cereale L.), której promotorem był prof. Mirosław Łapiński, w 2011 habilitował się na podstawie pracy zatytułowanej Wykorzystanie markerów molekularnych w badaniach genetycznych i w hodowli mieszańców żyta z cytoplazmą sterylizującą CMS-C. W 2023 uzyskał tytuł profesora nauk rolniczych. Pracuje w Zachodniopomorskim Uniwersytecie Technologicznym w Szczecinie.
Należy do Rady Dyscypliny Naukowej - Rolnictwa i Ogrodnictwa  ZUT, oraz jest członkiem Komitetu Nauk Agronomicznych PAN.